# الیزابت ماری
الیزابت ماری (انگلیسی: Archduchess Elisabeth Marie of Austria؛ ۲ سپتامبر ۱۸۸۳ – ۱۶ مارس ۱۹۶۳) یک سوسیالیست اهل اتریش بود.